# Ville Nieminen
Ville Juhani Nieminen (ur. 6 kwietnia 1977 w Tampere) – fiński hokeista, reprezentant Finlandii, dwukrotny olimpijczyk. Trener hokejowy.
Jego ojciec Esa (ur. 1947) także był hokeistą.

## Kariera zawodnicza
- Tappara U16 (1992-1993)
- Tappara U18 (1993-1995)
- Tappara U20 (1994-1996)
- KOOVEE (1995)
- Tappara (1995-1997)
- Hershey Bears (1997-2001)
- Colorado Avalanche (2000-2002)
- Pittsburgh Penguins (2002-2003)
- Chicago Blackhawks (2003-2004)
- Calgary Flames (2004)
- Tappara (2004-2005)
- New York Rangers (2005-2006)
- San Jose Sharks (2005-2007)
- St. Louis Blues (2006)
- Malmö Redhawks (2007-2008)
- Tappara (2008-2010)
- Sibir Nowosybirsk (2010-2011)
- Nieftiechimik Niżniekamsk (2011)
- Dinamo Ryga (2011)
- Örebro (2012)
- Tappara (2012-2014)
- Lukko (2014-2015)

Wychowanek i wieloletni zawodnik klubu Tappara w fińskiej lidze SM-liiga. W drafcie NHL 1997 został wybrany przez Colorado Avalanche. Następnie przez 10 lat (z roczną przerwą) grał Ameryce Północnej początkowo w AHL, następnie w NHL. Łącznie rozegrał w NHL 7 sezonów, w trakcie których rozegrał 443 mecze. W 2007 powrócił do Europy, od tego czasu grał w szwedzkich rozgrywkach Allsvenskan, ponownie w Tappara, rosyjskiej KHL. Od maja po raz kolejny zawodnik macierzystego zespołu Tappara. W maju 2013 przedłużył kontrakt o rok. W sezonie Liiga (2013/2014) był kapitanem drużyny. Odszedł z klubu w maju 2014. Od końca maja 2014 zawodnik Lukko. Po sezonie Liiga (2014/2015), w kwietniu 2015 zakończył karierę.
Uczestniczył w turniejach zimowych igrzysk olimpijskich 2002, 2006 oraz Pucharu Świata 2004.

## Kariera trenerska
- KeuPa HT (2015-2016), główny trener
- Jukurit (2016-2018), asystent trenera
- Pelicans (2018-2019), główny trener[7][8]
- Modo Hockey (2020), główny trener[9][9][10]

## Sukcesy

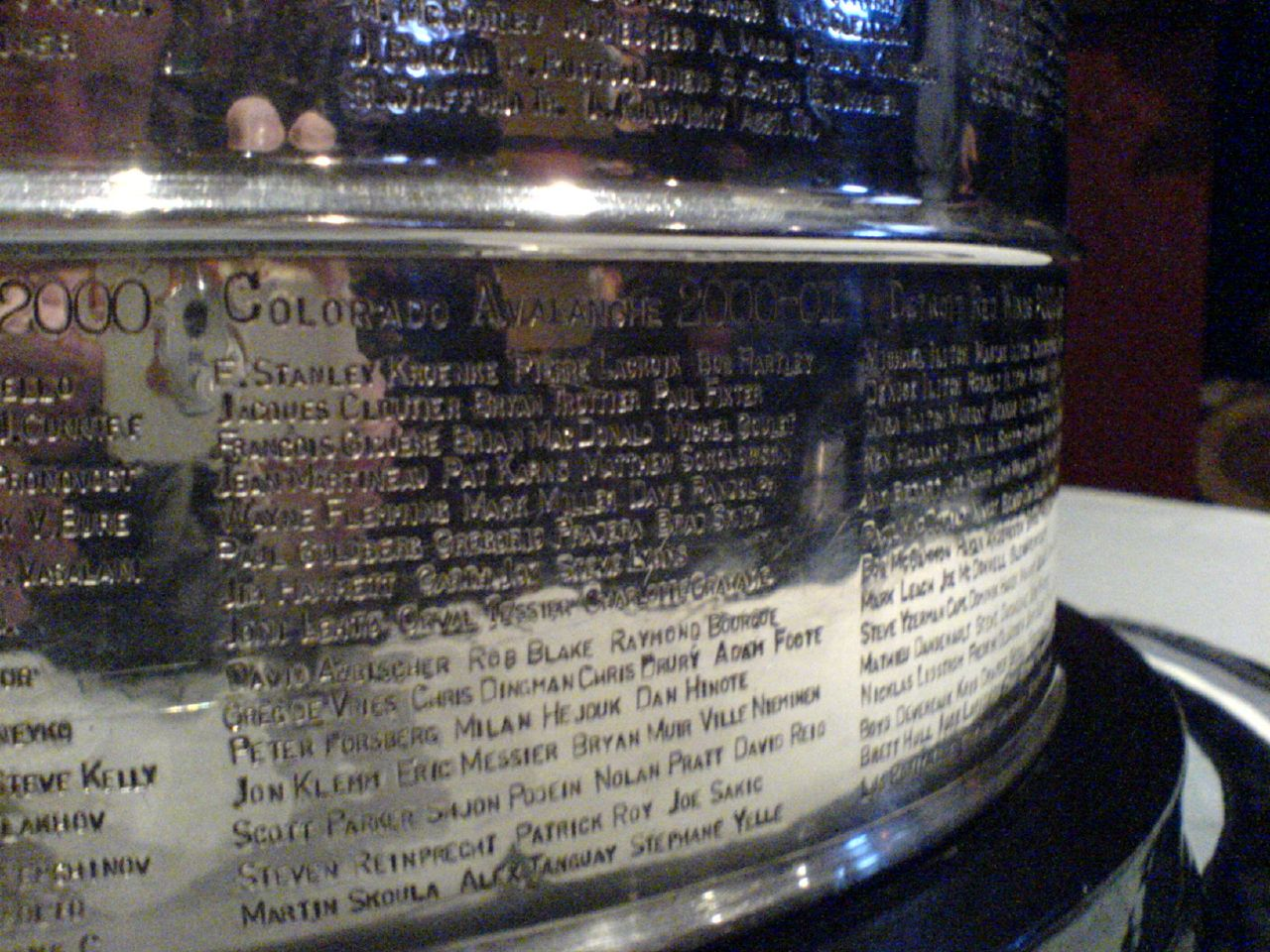
Imię i nazwisko Villego Nieminena wyryte na Pucharze Stanleya (czwarty rząd od dołu po prawej)

Reprezentacyjne
- Srebrny medal Pucharu Świata: 2004
- Srebrny medal zimowych igrzysk olimpijskich: 2006

Klubowe
- Brązowy medal Jr. C SM-sarja: 1993 z Tappara U16
- Srebrny medal mistrzostw Finlandii: 2013, 2014 z Tappara
- Mistrzostwo dywizji NHL: 2001 z Colorado Avalanche
- Mistrzostwo konferencji NHL: 2001 z Colorado Avalanche, 2004 z Calgary Flames
- Clarence S. Campbell Bowl: 2001 z Colorado Avalanche, 2004 z Calgary Flames
- Presidents’ Trophy: 2001 z Colorado Avalanche
- Puchar Stanleya – mistrzostwo NHL: 2001 z Colorado Avalanche

Indywidualne
- SM-liiga (2012/2013):
  - Czwarte miejsce w klasyfikacji strzelców w sezonie zasadniczym: 22 gole[11]
  - Jedenaste miejsce w klasyfikacji strzelców w sezonie zasadniczym: 28 asyst
  - Ósme miejsce w klasyfikacji kanadyjskiej w sezonie zasadniczym: 50 punktów
  - Pierwsze miejsce w klasyfikacji minut kar w fazie play-off: 41 minut[12]